# Mimoscina galbraithae
Mimoscina galbraithae is een vlokreeftensoort uit de familie van de Mimoscinidae. De wetenschappelijke naam van de soort is voor het eerst geldig gepubliceerd in 2012 door Wolfgang Zeidler.